# Scolopendra aztecorum
Scolopendra aztecorum är en mångfotingart som beskrevs av Karl Wilhelm Verhoeff 1934. Scolopendra aztecorum ingår i släktet Scolopendra och familjen Scolopendridae. Inga underarter finns listade i Catalogue of Life.